# Peridinium
Genre
Peridinium est un genre de dinoflagellés de la famille des Peridiniaceae.
L'organisme mesure de 30 à 70 μm de diamètre et est recouvert de plaques thécales. L'un des flagelles est enroulé, l'autre sert au déplacement.

## Liste d'espèces
Selon AlgaeBase (7 déc. 2010) :
- Peridinium abscissum O.Zacharias (Sans vérification)
- Peridinium aciculiferum Lemmermann
- Peridinium acutangulum (Lemmermann) Lemmermann (Sans vérification)
- Peridinium acutipes P.A.Dangeard (Sans vérification)
- Peridinium adense L.Matzenauer (Sans vérification)
- Peridinium adriaticum H.Broch (Sans vérification)
- Peridinium adriaticum L.K.Schmarda (Sans vérification)
- Peridinium adulterum E.Balech (Sans vérification)
- Peridinium aequalis W.S.Kent (Sans vérification)
- Peridinium africanum Lemmermann
- Peridinium aliferum K.R.Gaarder (Sans vérification)
- Peridinium allorgei Lefèvre
- Peridinium alpinum J.A.M.Perty (Sans vérification)
- Peridinium americanum H.H.Gran & T.Braarud (Sans vérification)
- Peridinium amplum L.Matzenauer (Sans vérification)
- Peridinium ampulla E.Balech (Sans vérification)
- Peridinium ampulliforme E.J.F.Wood (Sans vérification)
- Peridinium anceps A.F.Meunier (Sans vérification)
- Peridinium anguipes E.Balech (Sans vérification)
- Peridinium angustum P.A.Dangeard (Sans vérification)
- Peridinium annulatum C.A.Kofoid & J.R.Michener (Sans vérification)
- Peridinium anomaloplaxum E.Balech (Sans vérification)
- Peridinium anserinum Baumeister
- Peridinium anthonyi E.Fauré-Fremiet (Sans vérification)
- Peridinium asperum G.H.Wailes (Sans vérification)
- Peridinium aspidiotum E.Balech (Sans vérification)
- Peridinium aspinum A.F.Meunier (Sans vérification)
- Peridinium assymmetricum (L.A.Mangin) C.E.H.Ostenfeld (Sans vérification)
- Peridinium asymmetrica T.H.Abé (Sans vérification)
- Peridinium asymmetricum G.Karsten (Statut incertain)
- Peridinium baicalense Kiselev & Cvetkov
- Peridinium balechii R.Akselman (Statut incertain)
- Peridinium baliense E.R.Lindemann
- Peridinium balticum (Levander) lemmermann
- Peridinium basilium W.S.Drugg (Sans vérification)
- Peridinium belgicum A.Wulff (Sans vérification)
- Peridinium belizense S.Carty (Sans vérification)
- Peridinium biconicum P.A.Dangeard (Sans vérification)
- Peridinium biconicum T.H.Abé (Sans vérification)
- Peridinium bicorne L.K.Schmarda (Sans vérification)
- Peridinium bimucronatum J.Schiller (Sans vérification)
- Peridinium bipes F.Stein
- Peridinium bispinum J.Schiller (Sans vérification)
- Peridinium braarudi J.Schiller (Sans vérification)
- Peridinium brachypus J.Schiller (Sans vérification)
- Peridinium breve (O.W.Paulsen) O.W.Paulsen (Sans vérification)
- Peridinium brintoni E.Balech (Sans vérification)
- Peridinium bulbosum K.R.Gaarder (Sans vérification)
- Peridinium bulla A.F.Meunier (Sans vérification)
- Peridinium callosum E.H.Jörgensen (Sans vérification)
- Peridinium capdevillei E.Balech (Sans vérification)
- Peridinium carinatum Ehrenberg (Sans vérification)
- Peridinium caspicum (C.E.H.Ostenfeld) Lemmermann (Sans vérification)
- Peridinium castaneiforme L.A.Mangin (Sans vérification)
- Peridinium catenatum K.M.Levander (Sans vérification)
- Peridinium cavispinum L.A.Mangin (Sans vérification)
- Peridinium cepa E.Balech (Sans vérification)
- Peridinium chattoni B.Biecheler (Sans vérification)
- Peridinium chattonii Biecheler
- Peridinium chilophaenum Ehrenberg (Sans vérification)
- Peridinium chinense J.Schiller (Sans vérification)
- Peridinium cinctum (Ehrenberg) Perty (espèce type)
- Peridinium cinctum (O.F.Müller) Ehrenberg (espèce type)
- Peridinium cinctum (O.F.Müller) Ehrenberg (espèce type)
- Peridinium colombonense L.Matzenauer (Sans vérification)
- Peridinium comatum P.Morgenroth (Sans vérification)
- Peridinium complanatum A.F.Meunier (Sans vérification)
- Peridinium complanatum G.Karsten (Sans vérification)
- Peridinium compressum (Abé) Nie (Sans vérification)
- Peridinium constricta T.H.Abé (Sans vérification)
- Peridinium corniculum Kofoid & Michener (Statut incertain)
- Peridinium corpusculum J.A.M.Perty (Sans vérification)
- Peridinium crassipyrum E.Balech (Sans vérification)
- Peridinium crassum E.Balech (Sans vérification)
- Peridinium crassum P.A.Dangeard (Sans vérification)
- Peridinium crenulatum A.Couté & A.Iltis (Sans vérification)
- Peridinium cucumis G.H.Wailes (Sans vérification)
- Peridinium cuneatum A.C.J.Goor (Sans vérification)
- Peridinium cypripedium H.J.Clark (Sans vérification)
- Peridinium cystiferum J.Pavillard (Sans vérification)
- Peridinium dakariensis P.A.Dangeard (Sans vérification)
- Peridinium dalei (Indel.et Loeblich) Balech (Sans vérification)
- Peridinium decens E.Balech (Statut incertain)
- Peridinium decollatum E.Balech (Sans vérification)
- Peridinium deficiens A.F.Meunier (Sans vérification)
- Peridinium delicatissimum T.Braarud (Sans vérification)
- Peridinium delitiense Ehrenberg (Sans vérification)
- Peridinium dentatum V.Hensen (Sans vérification)
- Peridinium depressum (Bailey) Peters (Sans vérification)
- Peridinium diamantum D.M.Churchill & W.A.S.Sarjeant (Sans vérification)
- Peridinium digitale (C.-H.-G.Pouchet) Lemmermann (Sans vérification)
- Peridinium diplopsalioides A.Henckel (Sans vérification)
- Peridinium disciforme Cleve-Euler (Sans vérification)
- Peridinium discoides G.H.Wailes (Sans vérification)
- Peridinium distans L.A.Mangin (Sans vérification)
- Peridinium divergens (Ehrenberg) Bergh (Sans vérification)
- Peridinium doma G.Murray & F.G.Whitting (Sans vérification)
- Peridinium ellipsoides P.A.Dangeard (Sans vérification)
- Peridinium ellipsoideum L.A.Mangin (Sans vérification)
- Peridinium ellipsoideum P.A.Dangeard (Sans vérification)
- Peridinium elongatum A.F.Meunier (Sans vérification)
- Peridinium eocenicum I.C.Cookson & A.Eisenack (Sans vérification)
- Peridinium euryceps K.Rengefors & B.Meyer
- Peridinium excavatum G.W.Martin (Sans vérification)
- Peridinium exiguipes L.A.Mangin (Sans vérification)
- Peridinium exiguum P.T.Cleve (Sans vérification)
- Peridinium faeroense Paulsen (Statut incertain)
- Peridinium fimbriatum A.F.Meunier (Sans vérification)
- Peridinium finlandicum O.W.Paulsen (Sans vérification)
- Peridinium formosum J.Pavillard (Sans vérification)
- Peridinium galeatum V.Hensen (Sans vérification)
- Peridinium garderae E.Balech (Sans vérification)
- Peridinium gargantua Biecheler
- Peridinium gatunense Nygaard
- Peridinium geminum Playfair
- Peridinium gemma Cleve-Euler (Sans vérification)
- Peridinium gibbosum L.Matzenauer (Sans vérification)
- Peridinium globifera T.H.Abé (Sans vérification)
- Peridinium godlewskii Woloszynska
- Peridinium gracile A.F.Meunier (Sans vérification)
- Peridinium gracile E.Lindemann (Sans vérification)
- Peridinium gracile H.H.Gran & T.Braarud (Sans vérification)
- Peridinium grani C.E.H.Ostenfeld (Sans vérification)
- Peridinium granisparsum A.F.Meunier (Sans vérification)
- Peridinium granulosum Playfair
- Peridinium gravidum A.F.Meunier (Sans vérification)
- Peridinium gregarium E.H.Lombard & B.Capon
- Peridinium grenlandicum J.Woloszynska (Sans vérification)
- Peridinium gutwinskii Woloszynska
- Peridinium hangoei J.Schiller (Statut incertain)
- Peridinium helix E.Balech (Sans vérification)
- Peridinium hemisphaericum T.H.Abé (Statut incertain)
- Peridinium herbaceum F.Schütt (Sans vérification)
- Peridinium heteracanthum P.A.Dangeard (Sans vérification)
- Peridinium heterospinum K.R.Gaarder (Sans vérification)
- Peridinium hindmarchii G.Murray & F.G.Whitting (Sans vérification)
- Peridinium hirobis T.H.Abé (Sans vérification)
- Peridinium horridissimum V.Hensen (Sans vérification)
- Peridinium horridum V.Hensen (Sans vérification)
- Peridinium huberi J.Schiller (Sans vérification)
- Peridinium humile J.Schiller (Sans vérification)
- Peridinium hyalinum A.F.Meunier (Sans vérification)
- Peridinium hyalinum C.A.Kofoid & J.R.Michener (Sans vérification)
- Peridinium illustrans O.C.A.Wetzel (Sans vérification)
- Peridinium imperfectum G.A.Klebs (Sans vérification)
- Peridinium inaequale E.Fauré-Fremiet (Sans vérification)
- Peridinium inaequale N.Peters (Sans vérification)
- Peridinium inclinatum E.Balech (Sans vérification)
- Peridinium inconspicuum-contactum (E.Lindemann) F.Ruttner (Sans vérification)
- Peridinium inflatiforme A.Böhm (Sans vérification)
- Peridinium jensenii (G.Nygaard) G.Nygaard (Sans vérification)
- Peridinium jenzschii Ehrenberg (Sans vérification)
- Peridinium joergenseni E.Balech (Sans vérification)
- Peridinium joubini P.A.Dangeard (Sans vérification)
- Peridinium kansanum P.Tasch (Sans vérification)
- Peridinium karianum (A.F.Meunier) J.Schiller (Sans vérification)
- Peridinium karianum A.Henckel (Sans vérification)
- Peridinium keyense Nygaard
- Peridinium knipowitzschii Ussatschew
- Peridinium kofoidi E.Fauré-Fremiet (Sans vérification)
- Peridinium koma T.H.Abé (Sans vérification)
- Peridinium lambdoideum E.Nagy (Sans vérification)
- Peridinium laticeps J.Gröntved & G.Seidenfaden (Sans vérification)
- Peridinium latidorsale (P.A.Dangeard) E.Balech (Sans vérification)
- Peridinium latipyrum E.Balech (Sans vérification)
- Peridinium leiorhynchum G.Murray & F.G.Whitting (Sans vérification)
- Peridinium lenticulare E.H.Jörgensen (Sans vérification)
- Peridinium lenticulatum E.Fauré-Fremiet (Sans vérification)
- Peridinium lenticulatum L.A.Mangin (Sans vérification)
- Peridinium levanderi Lemmermann (Sans vérification)
- Peridinium levanderi T.H.Abé (Sans vérification)
- Peridinium limbatum (A.Stokes) Lemmermann
- Peridinium lingii Thomasson
- Peridinium lipopodium E.Balech (Sans vérification)
- Peridinium lithanthracis (Ehrenberg) Ehrenberg (Sans vérification)
- Peridinium lomnickii Woloszynska
- Peridinium longicollum J.Pavillard (Sans vérification)
- Peridinium longirostrum Cleve-Euler (Sans vérification)
- Peridinium longispinum C.A.Kofoid (Sans vérification)
- Peridinium longispinum L.A.Mangin (Sans vérification)
- Peridinium lucina Ehrenberg (Sans vérification)
- Peridinium macrapicatum E.Balech (Sans vérification)
- Peridinium macrospinum L.A.Mangin (Sans vérification)
- Peridinium magnum J.Schiller (Sans vérification)
- Peridinium majus (P.A.Dangeard) P.A.Dangeard (Sans vérification)
- Peridinium malmogiense L.G.Sjöstedt (Sans vérification)
- Peridinium mangini E.Balech (Sans vérification)
- Peridinium manginii C.E.H.Ostenfeld (Sans vérification)
- Peridinium margalefi E.S.Silva (Sans vérification)
- Peridinium marielebourae O.W.Paulsen (Sans vérification)
- Peridinium marinum E.Lindemann (Sans vérification)
- Peridinium marukawai T.H.Abé (Sans vérification)
- Peridinium mastophorum E.Balech (Sans vérification)
- Peridinium matzenaueri A.Böhm (Sans vérification)
- Peridinium matzenaueri K.R.Gaarder (Sans vérification)
- Peridinium mediterraneum (C.A.Kofoid) E.Balech (Sans vérification)
- Peridinium melaphyri (Jenzsch) Ehrenberg (Sans vérification)
- Peridinium meunieri N.Peters (Sans vérification)
- Peridinium micrapium A.F.Meunier (Sans vérification)
- Peridinium minsculum J.Pavillard (Sans vérification)
- Peridinium minus (O.W.Paulsen) O.W.Paulsen (Sans vérification)
- Peridinium minus L.A.Mangin (Sans vérification)
- Peridinium minusculum J.Pavillard (Sans vérification)
- Peridinium minutissimum L.A.Mangin (Sans vérification)
- Peridinium mixtum J.Woloszynska (Sans vérification)
- Peridinium monas Ehrenberg (Sans vérification)
- Peridinium monoceros V.Hensen (Sans vérification)
- Peridinium monolevum T.H.Abé (Sans vérification)
- Peridinium morzinense Lefèvre
- Peridinium multipunctatum E.Fauré-Fremiet (Sans vérification)
- Peridinium multistriatum C.A.Kofoid (Sans vérification)
- Peridinium munobis T.H.Abé (Sans vérification)
- Peridinium murrayi C.A.Kofoid (Sans vérification)
- Peridinium mutsuensis T.H.Abé (Sans vérification)
- Peridinium mutsui J.Schiller (Sans vérification)
- Peridinium nanum E.Balech (Sans vérification)
- Peridinium nasutum L.A.Mangin (Sans vérification)
- Peridinium neglectum (V.Hensen) (Sans vérification)
- Peridinium nipponica T.H.Abé (Sans vérification)
- Peridinium nivale (A.F.Meunier) J.Schiller (Sans vérification)
- Peridinium nodulosum C.A.Kofoid & J.R.Michener (Sans vérification)
- Peridinium norpacense E.Balech (Sans vérification)
- Peridinium novascotiae H.H.Gran & T.Braarud (Sans vérification)
- Peridinium novascotiense H.H.Gran & T.Braarud (Sans vérification)
- Peridinium novum R.Chodat (Sans vérification)
- Peridinium novum V.Hensen (Sans vérification)
- Peridinium nux J.Schiller (Sans vérification)
- Peridinium oamaruense (G.Deflandre) J.Schiller (Sans vérification)
- Peridinium obesum L.Matzenauer (Sans vérification)
- Peridinium obliquiforme J.Schiller (Sans vérification)
- Peridinium obliquum L.A.Mangin (Sans vérification)
- Peridinium obliquum P.A.Dangeard (Sans vérification)
- Peridinium obtusipes L.A.Mangin (Sans vérification)
- Peridinium obtusum (Karsten) Lebour (Sans vérification)
- Peridinium oculatum (F.Stein) J.Woloszynska (Sans vérification)
- Peridinium oculatum Dujardin (Sans vérification)
- Peridinium oculatum Dujardin (Sans vérification)
- Peridinium okamurae T.H.Abé (Sans vérification)
- Peridinium orientale L.Matzenauer (Sans vérification)
- Peridinium ovale V.Hensen (Sans vérification)
- Peridinium ovatoides A.F.Meunier (Sans vérification)
- Peridinium pacificum Kofoid & Michener (Statut incertain)
- Peridinium palatinum Lauterbom
- Peridinium paleocenicum I.C.Cookson & A.Eisenack (Sans vérification)
- Peridinium palustre (Lindemann) Lefevre (Sans vérification)
- Peridinium paradoxum F.J.R.Taylor (Sans vérification)
- Peridinium parallelum Brock (Sans vérification)
- Peridinium parapentagonum Wang (Sans vérification)
- Peridinium parapyriforme J.Hermosilla (Sans vérification)
- Peridinium parcum E.Balech (Sans vérification)
- Peridinium parvicollum E.Balech (Sans vérification)
- Peridinium parvispinum K.R.Gaarder (Sans vérification)
- Peridinium patagonicum E.Balech (Sans vérification)
- Peridinium patens P.A.Dangeard (Sans vérification)
- Peridinium paulseni J.Pavillard (Sans vérification)
- Peridinium paulseni L.A.Mangin (Sans vérification)
- Peridinium peisonis J.Schiller (Sans vérification)
- Peridinium perbreve E.Balech & S.O.Soares (Sans vérification)
- Peridinium perhorridum V.Hensen (Sans vérification)
- Peridinium perminutum Cleve-Euler (Statut incertain)
- Peridinium perplexum E.Balech (Sans vérification)
- Peridinium perrieri E.Fauré-Fremiet (Sans vérification)
- Peridinium persicum J.Schiller (Sans vérification)
- Peridinium peruvianum E.Balech (Sans vérification)
- Peridinium petersi E.Balech (Sans vérification)
- Peridinium pietschmanni A.Böhm (Sans vérification)
- Peridinium pilula (Ostenfeld) Lemmermann (Sans vérification)
- Peridinium planulum J.A.M.Perty (Sans vérification)
- Peridinium playfairi E.Lindemann (Sans vérification)
- Peridinium playfairii E.R.Lindemann
- Peridinium pleum P.Tasch (Sans vérification)
- Peridinium polymorphum E.Lindemann (Sans vérification)
- Peridinium ponticum D.Wall & B.Dale (Sans vérification)
- Peridinium porosum V.Hensen (Sans vérification)
- Peridinium pouchetii Kofoid & Michener (Statut incertain)
- Peridinium priscum Ehrenberg (Sans vérification)
- Peridinium privum O.E.Imhof (Sans vérification)
- Peridinium pseudo-laeve M.Lefèvre (Sans vérification)
- Peridinium pseudoantarcticum E.Balech (Sans vérification)
- Peridinium pseudograni N.Peters (Sans vérification)
- Peridinium pseudonoctiluca (C.-H.-G.Pouchet) C.-H.-G.Pouchet (Sans vérification)
- Peridinium pseudopallidum N.Peters (Sans vérification)
- Peridinium pulchrum V.Hensen (Sans vérification)
- Peridinium pyrophorum Ehrenberg (Sans vérification)
- Peridinium quadratum L.Matzenauer (Sans vérification)
- Peridinium quadricorne A.Henckel (Sans vérification)
- Peridinium quadridens Stein
- Peridinium quinquecorne Abé
- Peridinium raciborskii Woloszynska
- Peridinium rampii E.Balech (Sans vérification)
- Peridinium raphanum E.Balech (Sans vérification)
- Peridinium rectiforme J.Schiller (Sans vérification)
- Peridinium rectum C.A.Kofoid (Sans vérification)
- Peridinium resistente P.Morgenroth (Sans vérification)
- Peridinium retiferum L.Matzenauer (Sans vérification)
- Peridinium rhombus A.F.Meunier (Sans vérification)
- Peridinium robustum A.F.Meunier (Sans vérification)
- Peridinium roscoffiense E.Balech (Sans vérification)
- Peridinium roseum O.W.Paulsen (Sans vérification)
- Peridinium rotundata T.H.Abé (Sans vérification)
- Peridinium rubrum L.S.Cienkowski (Sans vérification)
- Peridinium saecularis (G.Murray & F.G.Whitting) C.E.H.Ostenfeld (Sans vérification)
- Peridinium scallense E.Lindemann (Sans vérification)
- Peridinium schilleri A.Böhm (Sans vérification)
- Peridinium schilleri O.W.Paulsen (Sans vérification)
- Peridinium schuettii (Lemmermann) G.Karsten (Sans vérification)
- Peridinium seebergi A.Henckel (Sans vérification)
- Peridinium seta Ehrenberg (Sans vérification)
- Peridinium sibiricum A.Henckel (Sans vérification)
- Peridinium simplex H.H.Gran & T.Braarud (Sans vérification)
- Peridinium sinaicum L.Matzenauer (Sans vérification)
- Peridinium smirnovii Skvortzov (Sans vérification)
- Peridinium sociale (L.-F.Hennguy) B.Biecheler (Sans vérification)
- Peridinium solidicorne L.A.Mangin (Sans vérification)
- Peridinium solidum Cleve-Euler (Statut incertain)
- Peridinium somma L.Matzenauer (Sans vérification)
- Peridinium sourniai F.J.R.Taylor (Sans vérification)
- Peridinium speciosum E.H.Jörgensen (Sans vérification)
- Peridinium sphaericum A.F.Meunier (Sans vérification)
- Peridinium sphaericum G.Murray & F.G.Whitting (Sans vérification)
- Peridinium sphaericum K.Okamura (Sans vérification)
- Peridinium spheroidea T.H.Abé (Sans vérification)
- Peridinium spheroides P.A.Dangeard (Sans vérification)
- Peridinium spinosum J.Schiller (Sans vérification)
- Peridinium spirale (K.R.Gaarder) E.Balech (Sans vérification)
- Peridinium stellatum D.Wall (Sans vérification)
- Peridinium striatum A.Böhm (Sans vérification)
- Peridinium striolatum Playfair
- Peridinium styliferum J.Schiller (Sans vérification)
- Peridinium subpunctulatum G.H.Wailes (Sans vérification)
- Peridinium subpyriforme P.A.Dangeard (Sans vérification)
- Peridinium subsphaericum E.Balech (Sans vérification)
- Peridinium subtatranum J.Woloszynska (Sans vérification)
- Peridinium sydneyense Thomasson
- Peridinium sylvanae P.A.Dangeard (Sans vérification)
- Peridinium symmetricum Halim (Sans vérification)
- Peridinium tabulatum (Ehrenberg) Playfair (Sans vérification)
- Peridinium taeningi L.Rampi (Sans vérification)
- Peridinium tassellatum G.Karsten (Sans vérification)
- Peridinium tenuicorne L.A.Mangin (Sans vérification)
- Peridinium tenuissimum C.A.Kofoid (Sans vérification)
- Peridinium tetraceros v.Strampff (Sans vérification)
- Peridinium thuringiae (Jenzsch) Ehrenberg (Sans vérification)
- Peridinium toali A.Henckel (Sans vérification)
- Peridinium tomnickii J.Woloszynska (Sans vérification)
- Peridinium tregouboffi Y.Halim (Sans vérification)
- Peridinium treubi J.Woloszynska (Sans vérification)
- Peridinium tricuspis O.C.A.Wetzel (Sans vérification)
- Peridinium tridens Ehrenberg (Sans vérification)
- Peridinium tripos G.Murray & F.G.Whitting (Sans vérification)
- Peridinium tripus  (Sans vérification)
- Peridinium triqueta (F.Stein) Lebour (Sans vérification)
- Peridinium triquetra (Ehrenbourg) Lebour (Sans vérification)
- Peridinium trirostre G.Murray & F.G.Whitting (Sans vérification)
- Peridinium tristylum F.Stein (Sans vérification)
- Peridinium truncatum O.Zacharias
- Peridinium truncus T.H.Abé (Sans vérification)
- Peridinium tumidum Okamura (Statut incertain)
- Peridinium turbinatum L.A.Mangin (Sans vérification)
- Peridinium turgidum A.F.Meunier (Sans vérification)
- Peridinium uberrimum G.J.Allman (Sans vérification)
- Peridinium uliginosum (J.Schiller) J.Woloszynska (Sans vérification)
- Peridinium umbo L.G.Sjöstedt (Sans vérification)
- Peridinium umbonatum F.Stein
- Peridinium variegatum N.Peters (Sans vérification)
- Peridinium venter V.Hensen (Sans vérification)
- Peridinium ventralis T.H.Abé (Sans vérification)
- Peridinium ventricum T.H.Abé (Sans vérification)
- Peridinium ventriosum O.C.A.Wetzel (Sans vérification)
- Peridinium verrucosum A.F.Meunier (Sans vérification)
- Peridinium vexans G.Murray & F.G.Whitting (Sans vérification)
- Peridinium volkii Lemmermann
- Peridinium volsella R.Margalef (Sans vérification)
- Peridinium volzi Lemmermann (Sans vérification)
- Peridinium volzii Woloszynska
- Peridinium vorticella F.Stein (Sans vérification)
- Peridinium wierzejskii Woloszynska
- Peridinium wiesneri J.Schiller (Sans vérification)
- Peridinium wiezejski Woloszynska (Statut incertain)
- Peridinium willei Huitfeldt-Kaas
- Peridinium wisconsinense Eddy
- Peridinium witoslawi E.Lindemann (Sans vérification)
- Peridinium woloszynskae W.Conrad (Sans vérification)
- Peridinium yserense A.F.Meunier (Sans vérification)

Selon World Register of Marine Species (7 déc. 2010) :
- Peridinium aciculiferum Lemmermann, 1900
- Peridinium balticum (Levander) Lemmermann
- Peridinium bipes Stein
- Peridinium breve Paulsen
- Peridinium cinctum (O.F.Müller) Ehrenberg
- Peridinium cuneatum van Goor, 1925
- Peridinium gargantua Biecheler, 1952
- Peridinium gatunense Nygaard, 1925
- Peridinium geminum Playfair
- Peridinium goslaviense Woloszynska
- Peridinium gregarium Lombard & Capon, 1971
- Peridinium gymnodinium (Pénard) Entz, 1904
- Peridinium hangoei Schiller
- Peridinium islandicum Paulsen, 1904
- Peridinium kulczynskii Woloszynska, 1916
- Peridinium limbatum (A. Stokes) Lemmermann, 1900
- Peridinium lomnickii Woloszynska, 1916
- Peridinium michaelis Ehrenberg
- Peridinium micrapium A.F. Meunier
- Peridinium novascotiense Gran & Braarud, 1935
- Peridinium palatinum Lauterborn
- Peridinium palustre Lefèvre
- Peridinium pulvisculus Ehrenberg, 1840
- Peridinium pusillum (Pernard) Lemmermann
- Peridinium pyriforme
- Peridinium quadridens Stein, 1883
- Peridinium quinquecorne Abé, 1927
- Peridinium roseum
- Peridinium steini Jörgensen
- Peridinium tabulatum Ehrenberg
- Peridinium thorianum
- Peridinium umbonatum F. Stein, 1883
- Peridinium volzii Lemmermann
- Peridinium willei Huitfeld-Kaas
- Peridinium wisconsinense Eddy, 1930
- Peridinium vexans G. Murray & F.G. Whitting

Selon ITIS (7 déc. 2010) :
- Peridinium achromaticum (Stokes) Lemmerman
- Peridinium aciculiferum Lemm
- Peridinium adeliense Balech, 1958
- Peridinium africanum
- Peridinium avellana
- Peridinium balticum
- Peridinium belgicum
- Peridinium bipes Stein
- Peridinium breve
- Peridinium brevipes
- Peridinium bulla
- Peridinium catenatum
- Peridinium cerasus
- Peridinium cinctum (O. F. Müller) Ehrenberg, 1832
- Peridinium claudicans
- Peridinium conicoides
- Peridinium conicum
- Peridinium conjunctum
- Peridinium crassipes
- Peridinium cunningtonii
- Peridinium curtipes
- Peridinium curtum Balech, 1958
- Peridinium curvipes
- Peridinium dakariensis P. Dangeard, 1927
- Peridinium decipiens
- Peridinium defectum Balech in Balech & El-Sayed, 1954
- Peridinium deficiens
- Peridinium deflandrei
- Peridinium diabolum
- Peridinium divericatum
- Peridinium excavatum
- Peridinium excentricum
- Peridinium faeroense
- Peridinium fatulipes
- Peridinium gatunense
- Peridinium globulus
- Peridinium granii
- Peridinium groenlandicum
- Peridinium hirobis
- Peridinium inconspicuum
- Peridinium inflatum
- Peridinium islandicum
- Peridinium latistriatum Balech, 1958
- Peridinium leonis
- Peridinium limbatum
- Peridinium longipes
- Peridinium marielebourae
- Peridinium metananus Balech in Balech & El-Sayed, 1965
- Peridinium minusculum Pavillard
- Peridinium minutum
- Peridinium mite
- Peridinium monospinum
- Peridinium nipponicum
- Peridinium oblongum
- Peridinium obovatum Wood, 1954
- Peridinium obtusum
- Peridinium oceanicum
- Peridinium okamurai Abé, 1927
- Peridinium orbiculare
- Peridinium ovatum
- Peridinium pallidum
- Peridinium palustre
- Peridinium penardii
- Peridinium pendunculatum
- Peridinium pentagonum
- Peridinium perbreve
- Peridinium polonicum
- Peridinium punctulatum
- Peridinium pusillum
- Peridinium pyriforme
- Peridinium quadridens Stein
- Peridinium quinquecorne
- Peridinium raphanus Balech, 1958
- Peridinium roseum
- Peridinium saltans Meunier, 1910
- Peridinium sphaericum
- Peridinium steini
- Peridinium striolatum Playfair, 1919
- Peridinium subcurvipes
- Peridinium subinerme
- Peridinium tenuissimum Kofoid, 1907
- Peridinium thorianum
- Peridinium triqueta
- Peridinium triquetrum
- Peridinium tuba
- Peridinium turbinatum Mangin, 1926
- Peridinium umbonatum
- Peridinium variegatum Peters, 1928
- Peridinium venustum
- Peridinium volzii
- Peridinium willei Huite-kaas
- Peridinium wisconsinense Eddy